# Evgenij Morozov
Evgenij Morozov (in russo Евгений Морозов?, in bielorusso Яўгені Марозаў?, Jaŭheni Marozaŭ; Soligorsk, 1984) è un sociologo e giornalista bielorusso, esperto di nuovi media, interessato allo studio degli effetti dispiegati sulla società, e sulla pratica della politica, dallo sviluppo della tecnologia e, in particolare, dalla crescente diffusione e disponibilità di mezzi di comunicazione telematica.
Morozov è noto per le sue posizioni critiche e in controtendenza rispetto alla comune visione ottimistica e trionfalistica che caratterizza il dibattito sulle potenzialità democratizzanti e anti-totalitaristiche di Internet, una linea di pensiero molto popolare, quest'ultima, a cui Morozov ascrive alcune conosciute personalità, come Ethan Zuckerman, Yochai Benkler, Jeff Jarvis e, soprattutto, Clay Shirky, da lui considerato un vero e proprio capofila con il suo Here Comes Everybody, un saggio del 2008 che Morozov considera la summa del cyber-ottimismo.

## Biografia
Nato nel 1984 nell'allora repubblica sovietica di Bielorussia da una famiglia di minatori, Morozov ha compiuto studi accademici presso l'Università Americana della Bulgaria a Blagoevgrad.
Ha iniziato a elaborare la sua posizione critica proprio lavorando nel campo dell'informazione, al tempo in cui era collaboratore dalla testata informativa non governativa Transitions Online, che si serve di Internet per diffondere informazione nei paesi post-comunisti.
Nel 2013 ha iniziato un percorso dottorale in storia della scienza presso la Harvard University
Il 25 luglio 2023, ha annunciato sul suo profilo Twitter di aver acquisito la cittadinanza italiana.

### Attività editoriale e di ricerca
Morozov è professore invitato alla Stanford University, dove è impegnato nel Program on Liberation Technology. È membro del think tank New America Foundation e collaboratore della rivista Foreign Policy, per la quale cura anche il blog Net Effect. In precedenza è stato Yahoo! fellow alla Walsh School of Foreign Service della Georgetown University e membro dell'Open Society Institute fondato da George Soros, oltre che direttore di nuovi media alla citata Transitions Online  ed editorialista del quotidiano russo Akzia.

#### Conferenze

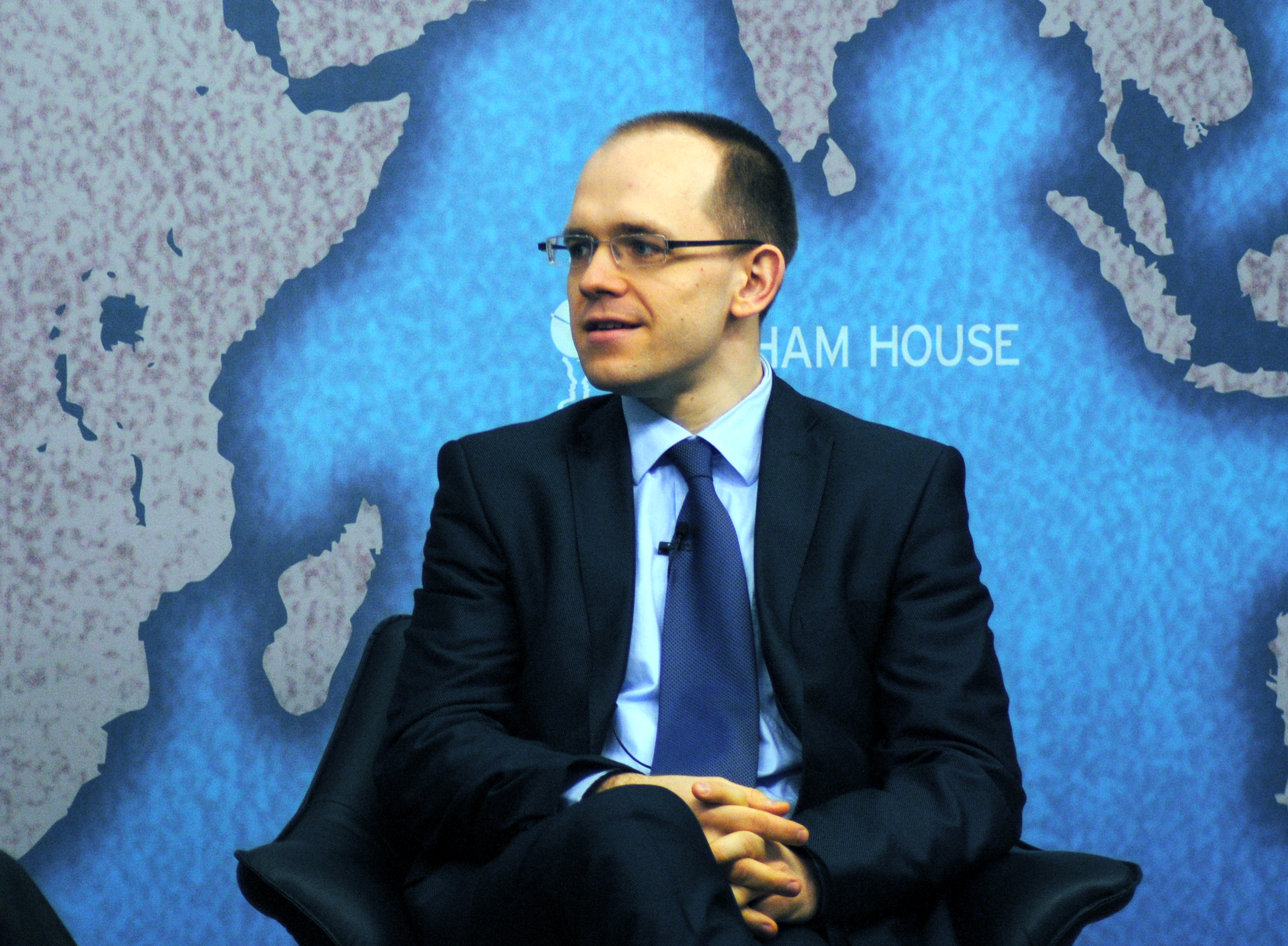
Morozov al convegno The Limits of Technology in an Imperfect World (2013) della Chatham House

Nel 2009 è stato scelto come uno degli speaker della Conferenza TED: in quell'occasione si è soffermato sui modi attraverso i quali il Web influenza l'impegno civico e la stabilità politica dei regimi nelle società autoritarie e chiuse, o nei paesi "in transizione".
Il 1º novembre 2011 ha tenuto una Lectio magistralis al Festival della Scienza di Genova, dal titolo L'ingenuità della Rete. Perché Twitter non può scatenare una rivoluzione, durante la quale si è intrattenuto sui temi del suo primo saggio, The Net Delusion: The Dark Side of Internet Freedom, pubblicato nel 2011 e uscito in traduzione italiana lo stesso anno con un titolo che riecheggia l'intestazione della conferenza TED.

#### Collaborazioni giornalistiche
Articoli di Morozov sono comparsi su varie testate, tra cui New York Times, Wall Street Journal, Financial Times, The Economist, The Guardian, New Scientist, The New Republic, Times Literary Supplement, Newsweek International, Boston Review, Slate, International Herald Tribune, San Francisco Chronicle , e Folha de S. Paulo.

### L'ingenuità della rete. Il lato oscuro della libertà di internet
Nel suo primo libro, The Net Delusion: The Dark Side of Internet Freedom, Morozov argomenta sulla sua visione critica nei confronti dell'ottimismo mainstream nei confronti delle presunte virtù democratizzanti della rete, propugnato dalla maggioranza dei commentatori. Pubblicato nel gennaio 2011, è stato tradotto in italiano, per Codice Edizioni, come L'ingenuità della rete. Il lato oscuro della libertà di internet.
Oltre a indagare l'impatto di Internet sugli stati autoritari, il libro va alla ricerca delle radici culturali che stanno alla base di quel crescente movimento emozionale che confida e fa affidamento nel potere liberatorio e salvifico della rete mondiale; Morozov mette in relazione questo comune sentire "tecnofilo" con quella forma di ingenuo trionfalismo, da "fine della storia", che ha accompagnato e fatto séguito alla fine della Guerra fredda.

### I Podcast
Nel 2023 Morozov ha pubblicato in collaborazione con la sua Media Company "Post-Utopia" il Podcast in 9 episodi "The Santiago Boys" sull'evoluzione informatica e la gestione dei dati nel Cile di Allende, nel 2024 ha pubblicato, sempre con la società di produzione "Post-Utopia" un secondo podcast dal titolo "A Sense of Rebellion".

## The Syllabus
Nel settembre 2019, Morozov ha fondato The Syllabus.
Partendo dall'idea che "i buoni contenuti sono già qui, soltanto non sono egualmente distribuiti", The Syllabus monitora migliaia di canali video, podcast, magazine, giornali, riviste accademiche e altri archivi digitali.
Successivamente, il machine learning aggrega i contenuti in base a un punteggio, che un algoritmo assegna automaticamente a ogni pezzo. In questo modo vengono raccolte, analizzate e classificate tutte le informazioni rilevanti.
The Syllabus pubblica una newsletter settimanale e contenuti personalizzati per i suoi abbonati. Mette poi a disposizione degli abbonati i pezzi precedentemente indicizzati in un archivio consultabile.

## Pensiero

### Critica del cyber-utopismo
Un tratto saliente del pensiero di Morozov è lo scetticismo che esprime nei confronti dell'opinione diffusa secondo cui Internet starebbe favorendo processi di democratizzazione nei regimi autoritari. Questo scetticismo, maturato durante l'attività da lui svolta con Transitions Online nell'area dei paesi nati dalla dissoluzione dell'Unione Sovietica, lo induce a sostenere che la rete, al contrario di quanto molti pensano, potrebbe rivelarsi un potente mezzo in mano ai governi autoritari, i quali, piegandola ai propri fini, potrebbero servirsene per esercitare un più efficace controllo sociale di massa, per diffondere propaganda nazionalista ed estremista, per comprimere, negare, o corrodere la libertà di pensiero e di espressione, individuando e perseguitando i dissidenti.

#### Uso repressivo del Web nei paesi autoritari
I regimi autoritari, secondo Morozov, non sono spettatori che assistono in modo passivo allo sviluppo e all'evoluzione della rete, ma ne sono soggetti partecipi e attivi: dedicandovi energie e risorse, studiano quello che avviene nella rete, cercano di comprenderne il funzionamento e di conoscere il modo in cui vi circolano le informazioni, sia pubbliche, sia private; inoltre, si servono della rete per tastare il polso alla situazione e orientare di conseguenza la propria azione politica e le scelte repressive.
Secondo Morozov, l'attività dei governi autoritari si muove sostanzialmente attraverso tre direttrici: 
- sorveglianza,
- censura,
- propaganda.

La capacità di muoversi lungo queste linee, e le modalità di azione, sono evidenti in paesi come Russia, Cina e Arabia Saudita: esemplare è il caso della Cina, in cui lo stato, istituzionalmente, retribuisce blogger, hacker, e informatici molto esperti, perché lancino e diffondano in rete messaggi e contenuti favorevoli all'azione del governo.
Altri mezzi a disposizione dei governi sono la censura su Internet e il cosiddetto Internet filtering.
I mezzi finora approntati per difendersi da questa invasività consistono essenzialmente in strumenti informatici concepiti per altri fini: la tutela della privacy e la protezione della riservatezza. L'inadeguatezza di questo approccio, secondo Morozov, è rivelata, tuttavia, da un motivo strutturale: le società che concepiscono e realizzano questi strumenti sono poi le stesse che rivendono ai governi totalitari i mezzi informatici per aggirare tali strumenti ed esercitare il controllo e la sorveglianza.
Queste considerazioni critiche, non implicano, per Morozov, la conclusione paradossale secondo cui Internet sarebbe da ritenere un mastodontico ostacolo alla libertà. Quello da cui mette in guardia, invece, è soprattutto il pericolo insito in alcuni atteggiamenti generalizzati di utopismo tecnologico nei confronti di Internet, da lui raccolti sotto l'etichetta di utopismo cibernetico (cyber-utopism), di cui sono portatori e portavoce pensatori come Ethan Zuckerman, Yochai Benkler, e soprattutto Clay Shirky, esponente più in vista di questa corrente di pensiero e autore del libro Here Comes Everybody, pubblicato nel 2008, definito da Morozov una sorta di summa del pensiero cyber-ottimista: il cyber-ottimismo, secondo Morozov, consiste nella glorificazione assolutistica della Rete, un approccio che, a suo dire, non permette di metterne a fuoco i potenziali aspetti critici, enfatizza le attese salvifiche e liberatorie, offusca la problematicità dei nodi geopolitici sottostanti al suo funzionamento, e impedisce di cogliere, in questo modo, il lato più oscuro di Internet.

### Critica dell'Internet-centrismo
Morozov mette in guardia anche dai rischi di un altro atteggiamento generalizzato, che egli chiama Internet-centrismo, consistente nella crescente propensione a guardare e interpretare tutti i cambiamenti sociali e politici in atto nel mondo leggendoli attraverso la lente deformante di Internet.
Manifestazioni di questi atteggiamenti culturali sono rintracciabili nel modo distorto in cui, nel mondo occidentale, sono stati recepiti e interpretati i fatti della ribellione iraniana del 2009, in cui si è discettato di una Twitter Revolution contro la Repubblica Islamica dell'Iran, una lettura deformata degli eventi e una rappresentazione massmediatica che, secondo Morozov, non corrisponderebbe alla realtà effettiva. Lo stesso atteggiamento culturale caratterizza le opinioni degli analisti su alcuni fenomeni politici occidentali, come l'emergere rapido di nuovi soggetti politici dal basso (ad esempio, l'apparizione, sulla scena politica italiana, del Movimento 5 Stelle di Beppe Grillo): in casi come questi, si tende ad attribuire il successo di tali movimenti alla rete Internet, esaltandone il potere palingenetico. Questo "strano" e semplicistico determinismo teorico porta a trascurare altri aspetti della questione: ad esempio, nel caso italiano, questa inclinazione tende a oscurare il ruolo profondo svolto, nell'affermazione del movimento di Beppe Grillo, dai "problemi strutturali della politica italiana e dell'economia nazionale in crisi.
Tuttavia, avverte Morozov, lo scetticismo di cui è portatore non sottende l'idea secondo cui un rivolgimento politico, o una rivoluzione, siano impossibili da conseguire attraverso Internet: è di tutta evidenza l'utilità della rete nel diffondere e divulgare "alcune rivendicazioni", come dimostra il ruolo avuto dal Web e dai social network nell'evoluzione iniziale della cosiddetta «primavera araba».
Il problema si pone quando si passa dalla pura e semplice rivendicazione di istanze diffuse a una più complessa fase successiva, in cui sono messi a nudo i limiti intrinseci della rete circa la possibilità di elaborare su Internet istanze politiche più variate, sofisticate, e complesse. Detto in altro modo, Facebook e Twitter sono strumenti utili quando bisogna perseguire un'istanza netta e condivisa come lo spodestamento di un dittatore, ma si rivelano inadeguati a sviluppare ed elaborare, in maniera compiuta, altri aspetti necessari per portare avanti un'operazione politica così profonda, radicale, e complessa, come una rivoluzione, un rovesciamento di regime, un cambio di paradigma politico. Azioni del genere, infatti, non possono limitarsi all'esautorazione di un potere dittatoriale inviso alle moltitudini, ma deve nutrirsi necessariamente di altre istanze e rivendicazioni, la cui costruzione ed elaborazione, secondo Morozov, non è possibile a masse indifferenziate attraverso i modelli di comunicazione permessi da strumenti come Facebook o Twitter.

#### Agenda digitale del Governo degli Stati Uniti
Morozov ha anche criticato ciò che egli chiama "The Internet Freedom Agenda", l'idea, portata avanti dal governo statunitense, di promuovere lo sviluppo di percorsi e strumenti di cittadinanza attiva attraverso la rete, un'iniziativa da lui giudicata naif nella migliore delle ipotesi, se non perfino controproducente ai fini stessi del risultato prefissato, la promozione della democrazia attraverso il Web.

### Invasività nella sfera della privacy
Secondo Morozov, i profili di invasività della rete non sono adeguatamente percepiti dai commentatori e dai semplici cittadini: quando, con facilità e immediatezza, si fruisce dei servizi che ci vengono offerti in rete da Google e da altre aziende, è facile illudersi che ciò avvenga in maniera gratuita, un'illusione da cui ricaviamo quel senso di libertà normalmente associato al muoversi in rete. Ma questa sensazione di libertà non corrisponde alla realtà: i servizi offerti da queste società non sono affatto gratuiti; anche se non viene richiesto alcun esborso di denaro, essi sono remunerati con una moneta che consiste nella rinuncia a spazi della propria privacy: di questi spazi i fornitori di servizi si servono per indirizzare la pubblicità, un processo non neutrale, che porta con sé implicazioni geopolitiche importanti.

## Premi e riconoscimenti
- 2012: Goldsmith Book Prize conferito a The Net Delusion: The Dark Side of Internet Freedom dal Joan Shorenstein Center on the Press, Politics and Public Policy della John F. Kennedy School of Government della Harvard University[23].
- 2012: Eli M. Oboler Memorial Award assegnato dalla American Library Association a The Net Delusion: The Dark Side of Internet Freedom quale miglior pubblicazione sui temi della libertà di pensiero[24].

## Libri di Morozov
- L’ingenuità della rete. Il lato oscuro della libertà di internet, Torino, Codice, 2011, ISBN 978-88-7578-261-0.
- Contro Steve Jobs. La filosofia dell’uomo di marketing più abile del XXI secolo, Torino, Codice, 2012, ISBN 978-88-7578-324-2.
- (EN) To Save Everything, Click Here. The Folly of Technological Solutionism, Philadelphia, PublicAffairs, 2013, ISBN 978-1-61039-138-2.
- Internet non salverà il mondo. Perché non dobbiamo credere a chi pensa che la Rete possa risolvere ogni problema, Mondadori, 2014, ISBN 978-8-80463-659-5.
- Silicon Valley: i signori del silicio, Codice, 2016, ISBN 978-8-87578-570-3.